# Una árida estación blanca
A Dry White Season es una película dramática estadounidense de 1989 dirigida por Euzhan Palcy y protagonizada por Donald Sutherland, Jürgen Prochnow, Marlon Brando, Janet Suzman, Zakes Mokae y Susan Sarandon. Fue escrita por Colin Welland y Palcy, basada en la novela A Dry White Season de André Brink. Robert Bolt también contribuyó con revisiones no acreditadas del guion. Está ambientada en Sudáfrica en 1976 y trata el tema del apartheid. Brando fue nominado al Premio de la Academia al Mejor Actor de Reparto.

## Sinopsis
En 1976, en Sudáfrica durante el apartheid, Ben Du Toit (Donald Sutherland) es un maestro sudafricano en una escuela sólo para blancos. Un día, el hijo de su jardinero, Gordon Ngubene (Winston Ntshona), es golpeado por la policía blanca después de que la policía lo atrapara durante una manifestación pacífica para una mejor política educativa para los negros en Sudáfrica. Gordon le pide ayuda a Ben. Después de que Ben se niegue a ayudar debido a su confianza en la policía, Gordon también es atrapado por la policía y es torturado por el capitán Stolz (Jürgen Prochnow). Contra la voluntad de su esposa Susan (Janet Suzman) y su hija Suzette (Susannah Harker), Ben intenta averiguar más sobre la desaparición de su jardinero por sí solo. Después de descubrir los asesinatos de Gordon y su hijo por parte de la policía, Ben decide llevar este incidente ante un tribunal con Ian McKenzie (Marlon Brando) como abogado, pero pierde. Después, continúa actuando por su cuenta y apoya a un pequeño grupo de personas negras, incluido su chofer Stanley Makhaya (Zakes Mokae), para entrevistar a otros para promover el cambio social.
La policía blanca se da cuenta de sus intenciones y detiene a algunos responsables. Para presentar una demanda civil, Ben recoge declaraciones juradas y esconde la información en su casa. Ben le cuenta a su hijo sus planes. Tanto su hijo como su hija conocen los escondites y, después de que la policía registra la casa de Ben, se produce una explosión junto al escondite porque la hija lo delató a la policía, pero el hijo salvó los documentos. La esposa de Gordon, Emily (Thoko Ntshinga), muere cuando se niega a que la desalojen de su casa. La esposa y la hija de Ben lo abandonan. La hija le ofrece a su padre llevar los documentos a un lugar más seguro.
Se conocen en un restaurante y Ben le da a su hija, sin que ella lo sepa, unos documentos falsos, que ella entrega al capitán Stolz. En lugar de darle los documentos, Ben le pasa un libro sobre arte. Al final, Ben es atropellado por Stolz, a quien Stanley le dispara más tarde en venganza.

## Reparto
- Donald Sutherland como Ben du Toit
- Janet Suzman como Susan du Toit
- Susannah Harker como Suzette du Toit
- Rowen Elmes como Johan du Toit
- Marlon Brando como Ian McKenzie
- Susan Sarandon como Melanie Bruwer
- Jürgen Prochnow como Capitan Stolz
- Zakes Mokae como Stanley Makhaya
- Leonard Maguire como Profesor Bruwer
- Winston Ntshona como Gordon Ngubene
- Thoko Ntshinga como Emily Ngubene
- Bekhithemba Mpofu como Jonathan Ngubene

## Producción
Antes de la producción, Warner Bros. rechazó el proyecto y se lo llevó MGM. La directora Euzhan Palcy estaba tan apasionada por crear una representación precisa en la película que viajó a Soweto de incógnito, haciéndose pasar por una artista discográfica, para investigar los disturbios. El actor Brando se sintió tan conmovido por el compromiso de Palcy con el cambio social que salió de un retiro autoimpuesto para interpretar el papel del abogado de derechos humanos; también aceptó trabajar por un salario sindical (4.000 dólares), muy por debajo de su salario habitual. Los salarios de Sutherland y Sarandon también se redujeron y la película tuvo un presupuesto de solo 9 millones de dólares. Euzhan Palcy se convirtió en la primera directora negra en dirigir a Marlon Brando. 
La película se rodó en los estudios Pinewood, Buckinghamshire, Inglaterra, y en locaciones de Zimbabue.

## Premios y nominaciones
| Premio                                    | Categoría                              | Nominado                  | Resultado |
| ----------------------------------------- | -------------------------------------- | ------------------------- | --------- |
| Premios Óscar                             | Mejor actor de reparto                 | Marlon Brando             | Nominado  |
| Premios Globo de Oro                      | Mejor actor de reparto                 | Marlon Brando             | Nominado  |
| Premios BAFTA                             | Mejor actor de reparto                 | Marlon Brando             | Nominado  |
| Asociación de Críticos de Cine de Chicago | Mejor actor de reparto                 | Marlon Brando             | Nominado  |
| Asociación de Críticos de Cine de Chicago | Mejor película                         | Una árida estación blanca | Nominado  |
| Festival Internacional de Cine de Durban  | Premio de Reconocimiento Internacional | Euzhan Palcy              | Ganadora  |
| Festival Internacional de Cine de Tokio   | Tokyo Grand Prix                       | Euzhan Palcy              | Nominada  |
| Festival Internacional de Cine de Tokio   | Mejor actor                            | Marlon Brando             | Ganador   |